# 207 Dywizja Bezpieczeństwa
207 Dywizja Bezpieczeństwa (niem. 207 Sicherungs-Division) – niemiecki związek taktyczny Wehrmachtu podczas II wojny światowej

## Historia
Dywizja została sformowana 15 marca 1941 w Generalnym Gubernatorstwie na bazie odtworzonej 207 Dywizji Piechoty. Do czerwca tego roku działała na ziemiach polskich, po czym przeniesiono ją na północny odcinek frontu wschodniego. Podlegała Grupie Armii „Północ”. Dywizja na tyłach frontu zwalczała partyzantkę, ochraniała linie komunikacyjne, obiekty militarne itp. W lutym/marcu 1944 podporządkowano jej 1, 2, 3, 4, 5 i 6 Estońskie Pułki Graniczne SS, które latem 1944 r. utworzyły 300 Estońską Dywizję Piechoty Specjalnego Przeznaczenia lub stały się samodzielnymi jednostkami wojskowymi. 207 Dywizja Bezpieczeństwa w tym czasie poniosła ciężkie straty podczas ofensywy Armii Czerwonej. Od listopada istniał jedynie sztab do zadań specjalnych 207 Dywizji Bezpieczeństwa, podporządkowany 16 Armii, walczącej w tzw. Worku Kurlandzkim. W grudniu został rozwiązany.

## Dowódcy
- gen. por. Karl von Tiedemann (15 marca 1941 r. – 1 stycznia 1943 r.)
- gen. por. Erich Hofmann (1 stycznia – listopad 1943 r.)
- gen. por. Bogislav Graf von Schwerin (listopad 1943 r. – 17 września 1944 r.)
- gen. mjr Martin Berg (17 września – 10 grudnia 1944 r.)

## Struktura organizacyjna
- 374 Pułk Grenadierów
- 94 Pułk Bezpieczeństwa
- II Batalion 9 Pułku Policyjnego
- 1 bateria 207 Pułku Artylerii
- 207 Kompania Pancerna
- 207 Wschodni Oddział Kawalerii
- 821 Dywizyjny Oddział Łączności
- 374 Dywizyjny Oddział Zaopatrzenia